# Campo Grande (tiểu vùng)
Campo Grande là một tiểu vùng thuộc bang Mato Grosso do Sul, Brasil. Tiểu vùng này có diện tích 28261 km², dân số năm 2007 là 722357 người.